# Port Moselle
Port Moselle ist der größte Freizeithafen von Nouméa im französischen Überseegebiet Neukaledonien.

## Beschreibung

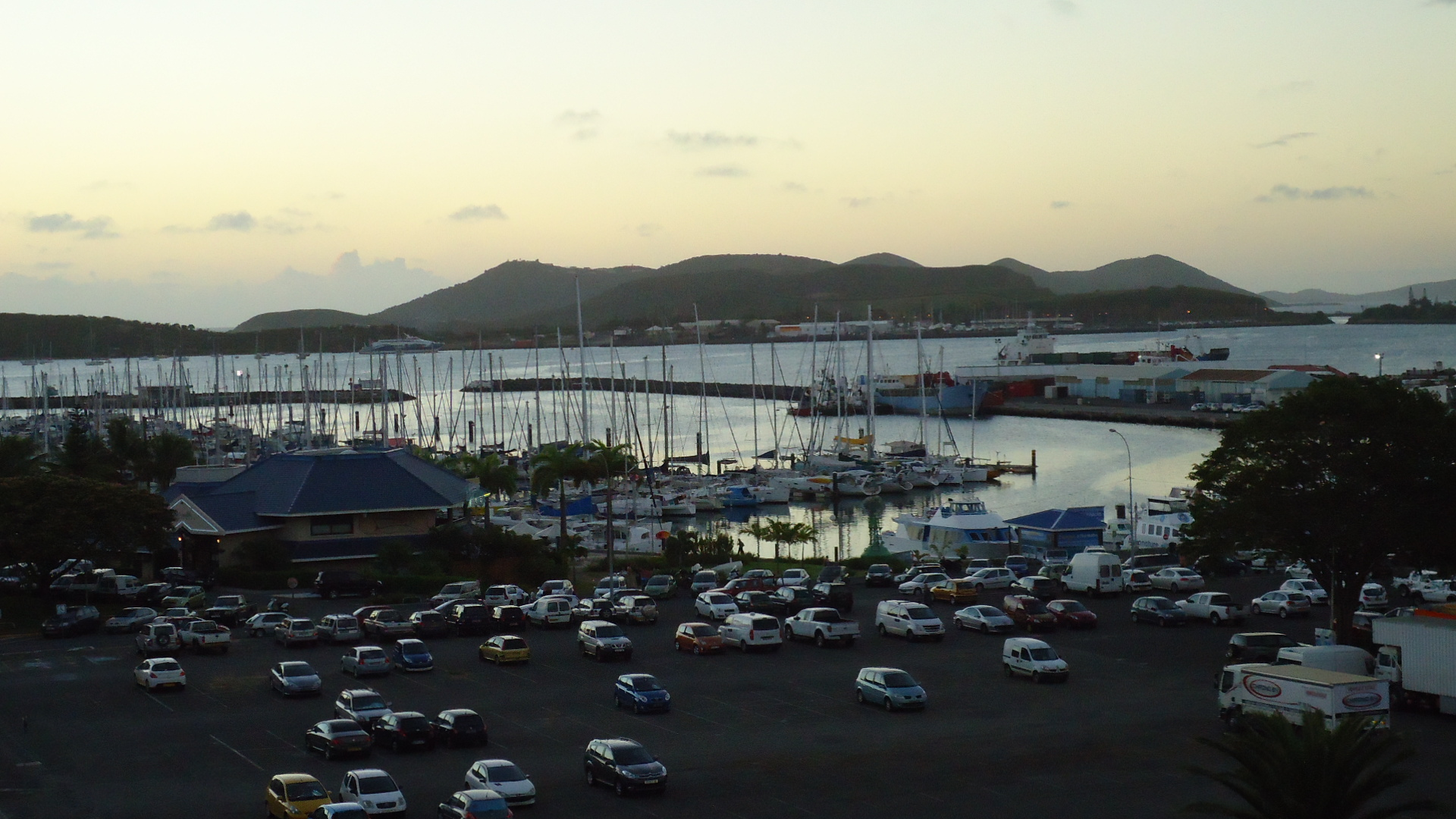
Port Moselle

Der 1987 geschaffene Port Moselle liegt an der Baie de la Moselle im Zentrum der Stadt, südlich der Gare Maritime, von der die Kreuzfahrtschiffe und Fähren zu den vorgelagerten Inseln ablegen. Die Bucht ist nach dem 1848 in Bordeaux gebauten Schiff La Moselle benannt, das 1855 in Nouméa den Dienst aufnahm, aber schon nach einem Jahr aufgrund von Hausschwammbefall und Braunfäule aufgegeben werden musste. Direkt daneben befindet sich der Marché de Nouméa, der größte Markt von Neukaledonien. Die Marina verfügt über 15 Stege, mit einer im Jahr 2020 auf 700 Wasserplätze erweiterten Kapazität, sowie 90 Plätzen an Land. Die monatlichen Stellplatzgebühren betragen zwischen 20 000 und 190 000 CFP-Francs (Stand 2020). Der mittlere Tiefgang beträgt 6 m. An jedem Steg gibt es Vorrichtungen zur Abfall- und Altölentsorgung sowie Strom- und Wasseranschlüsse. Eine Tankstelle, Sanitäreinrichtungen und Duschen sind ebenfalls vorhanden. Aus dem Ausland eintreffende Boote können ihre Einreiseformalitäten an einem Ponton in diesem Hafen erledigen. Von hier legen Ausflugsboote zum Phare Amédée sowie Taxiboote zur île Ouen und zur Îlot Maître ab. Seit 2021 finden am Quai regelmäßig Flohmärkte von Bootsbesitzern (puces nautiques) statt, auf denen Bootsausrüstungen, Kleidung und andere Artikel angeboten werden.
Koordinaten: 22° 16′ 42,2″ S, 166° 26′ 19,9″ O